# Tongoloa pauciradiata
Tongoloa pauciradiata är en flockblommig växtart som beskrevs av H.Wolff. Tongoloa pauciradiata ingår i släktet Tongoloa och familjen flockblommiga växter. Inga underarter finns listade i Catalogue of Life.